# Liolaemus anomalus
Liolaemus anomalus este o specie de șopârle din genul Liolaemus, familia Tropiduridae, descrisă de Rayner Núñez Aguila și Yáñez 1984.

## Subspecii
Această specie cuprinde următoarele subspecii:
- L. a. anomalus
- L. a. ditadai